# Night at the Museum
Night at the Museum (titulada: Noche en el museo en España y Una noche en el museo en Hispanoamérica) es una película de comedia estadounidense del 2006. Está basada en The Night at the Museum, un libro para niños de Milan Trenc. Fue dirigida por Shawn Levy y escrita por Robert Ben Garant y Thomas Lennon. El reparto incluye a Ben Stiller, Robin Williams, Rami Malek, Dick Van Dyke, Mickey Rooney, Bill Cobbs, Ricky Gervais, Carla Gugino, Paul Rudd, Steve Coogan, y Owen Wilson.
La primera de una saga, Night at the Museum  fue seguida por Night at the Museum: Battle of the Smithsonian, de 2009, Night at the Museum: Secret Of The Tomb, de 2014, y una película animada, Night at the Museum: Kahmunrah Rises Again, de 2022.

## Sinopsis
Larry Daley (Ben Stiller) es un divorciado incapaz de mantener un trabajo estable que ha fallado en los negocios y en su profesión soñada de ser inventor porque su interruptor para lámpara El Chasqueador lo han copiado por una invención similar remplazando el chasquido por un aplauso. Su exesposa Erica (Kim Raver) y su hijo de once años de edad Nick (Jake Cherry) creen que es un mal ejemplo.
Cecil (Dick Van Dyke), un guardia de seguridad anciano a punto de retirarse del American Museum of Natural History, contrata a Larry a pesar de su currículum poco prometedor. Debido a recientes problemas financieros, el Museo planea reemplazar a Cecil y sus dos colegas Gus (Mickey Rooney) y Reginald (Bill Cobbs) con un solo guardia. Antes de retirarse, aconsejan a Larry no dejar que nada entre o salga.
Una vez que llega la noche, Larry descubre que los objetos cobran vida, incluyendo un esqueleto de Tiranosaurio apodado Rexie que se comporta como un perro; un mono capuchino travieso llamado Dexter que siempre roba llaves; las civilizaciones rivales en miniatura lideradas por un vaquero del viejo oeste, Jedediah o su apodo Jedd (Owen Wilson), y Octavius, un general romano (Steve Coogan); un moái de Isla de Pascua (Brad Garrett) que llama "Tontón" a Larry; y modelos de la talla de Theodore Roosevelt (Robin Williams) y Atila el Huno (Patrick Gallagher), que hace un hábito de perseguir a Larry violentamente.
Roosevelt explica que desde un artefacto egipcio — la tabla de oro del faraón Akhmenrah, que llegó al Museo en 1952, todos los objetos cobran vida cada noche. Pero si los objetos expuestos salen fuera del Museo, durante el amanecer se convierten en polvo. Roosevelt ayuda a Larry a restaurar el orden, y este decide permanecer como guardia. Por consejo de Cecil, Larry estudia historia para prepararse mejor y aprende de una guía del Museo, Rebecca Hutman (Carla Gugino), que está escribiendo una tesis doctoral sobre Sacajawea (Mizuo Peck) pero no siente saber lo suficiente sobre su tema.
La noche siguiente, Larry emplea lo que aprendió para controlar mejor los objetos expuestos, sin embargo, las cosas salen mal cuando falla su intento de ganarse a Atila con trucos de magia visibles, y los dioramas se ponen a luchar a pesar de su acuerdo con Larry. Dexter es capaz de robar las llaves de Larry otra vez y dejar que todas las exposiciones de animales salgan. Un neandertal escapa cuando Dexter deja una ventana abierta y cuando Larry verifica que todo esté en orden Cristóbal Colón advierte sobre la ventana abierta. Cuando Larry se asoma a la ventana, divisa al neandertal que se convierte en polvo. Luego, el director del Museo: el Dr. McPhee (Ricky Gervais) se percata del incidente con la exhibición del neandertal que Larry había hecho, a lo que provoca su enojo y quiera despedir a Larry. Mientras tanto, Nick escucha esta conversación junto con sus amigos. El mismo día Larry le ofrece a Rebecca una reunión con Sacajawea, pero ella cree que él se burla de ella y se va.
Larry trae a Nick al Museo para mostrarle los objetos expuestos, pero ninguno cobra vida. Investiga, y se encuentra que Cecil, Gus y Reginald habían robado la tabla y otros objetos valiosos para su jubilación y cuando Nicky logra obtener la tabla y activarla, Cecil advierte que al ser ancianos, él y sus compañeros recibían de ella mayor vitalidad. Larry finalmente libera a la momia Ahkmenrah (Rami Malek) de su sarcófago. El faraón habla en inglés antiguo y ayuda a Larry y Nick a escapar. Los tres se encuentran que todas las exhibiciones disputan en el vestíbulo, y Larry les convence para trabajar juntos. Aunque algunas de las exhibiciones capturan a Gus y Reginald sin dificultad, Cecil se escapa al estrellar la camioneta en una diligencia y Larry, Nick, Ahkmen-Ra, Jed, Octavius y Atila van en búsqueda de él en el Central Park, donde lo detienen y recuperan la tabla. Mientras, en un taxi, Rebecca ve los objetos expuestos volver al Museo. Antes del amanecer ella entra en el Museo, y Larry le presenta a Sacajawea.
El Dr. McPhee, debido al caos durante la noche, finalmente decide despedir a Larry, pero cuando los noticieros informan de los extraños sucesos alrededor del Museo —tales como pinturas rupestres en la estación de metro del Museo, huellas de dinosaurios en el Central Park y avistamientos de los neandertales encima de la terraza del museo— aumentan abrupta y considerablemente la asistencia y lo deja en su puesto. Como epílogo, Larry utiliza su invento para apagar su linterna.

## Producción

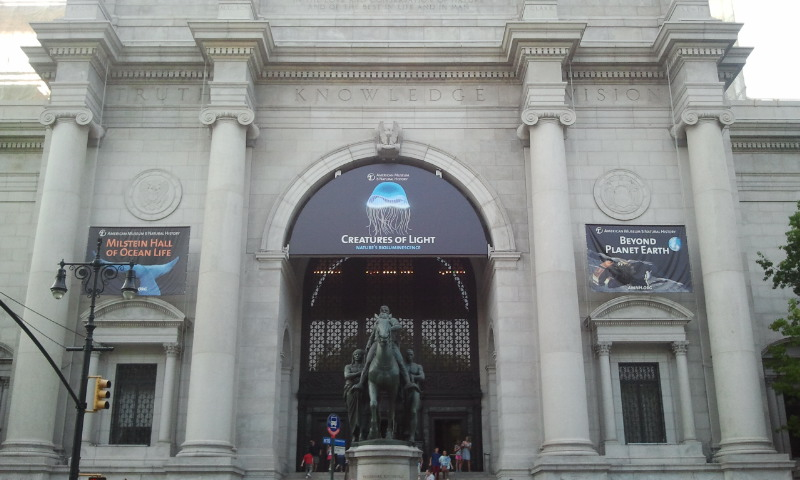
American Museum of Natural History

El edificio del museo que aparece en la película fue construido en un estudio de sonido en Burnaby, Columbia Británica. Se basa en el Museo Americano de Historia Natural en Nueva York, del cual se hicieron tomas de exteriores para la película.
Los entrenadores pasaron bastantes semanas entrenando a Crystal, quién interpreta al mono buscapleitos Dexter, para abofetear y morder a Stiller en la película.
El director Shawn Levy acreditó a Ben Stiller para el elenco. "Cuando los actores escuchan que Ben Stiller está en una película ellos quieren trabajar con él. Es algo que realmente atrae actores y estoy convencido de que a eso se debe el porqué tenemos este elenco."

## Reparto
- Ben Stiller como Larry Daley
- Robin Williams como Theodore Roosevelt
- Jake Cherry como Nicky Daley, hijo de Larry
- Carla Gugino como Rebecca Hutman
- Owen Wilson como Jedediah Smith (no acreditado)
- Steve Coogan como Octavius
- Dick Van Dyke como Cecil Fredericks
- Bill Cobbs como Reginald
- Mickey Rooney como Gus
- Mizuo Peck como Sacajawea
- Ricky Gervais como Dr. McPhee, jefe de Larry y director del museo
- Patrick Gallagher como Atila el Huno
- Kim Raver como Erica Daley, exesposa de Larry y madre de Nick
- Rami Malek como Ahkmenrah
- Pierfrancesco Favino como Cristóbal Colón
- Paul Rudd como Don, novio de Erica
- Brad Garrett como Cabeza de la Isla de Pascua (voz)
- Anne Meara como Debbie
- Crystal el Mono como el mono Dexter
- Martin Christopher como Meriwether Lewis
- Martin Sims como William Clark

## Música
Canciones
- Friday Night - interpretada por McFly, no aparece en la versión americana de la película, pero se oye en algunos cortes internacionales, que se utilizan durante los créditos finales. Se puede escuchar en el DVD americano en el doblaje español.
- September - interpretada por Earth, Wind and Fire, utilizada antes de los créditos finales.
- Weapon of Choice - inerpretada por Fatboy Slim, se utiliza en la escena donde Larry vuelve al museo para su segunda noche y se prepara para el caos.
- Tonight - interpretada por Keke Palmer y Cham, es la primera canción que se utiliza para los créditos finales.
- Eye of the Tiger - interpretada por Ben Stiller.
- Una versión instrumental de Mandy por Barry Manilow se utiliza cuando Larry está de pie en el ascensor, mientras escapa de Atila el Huno.
- Ezekiel Saw Them Dry Bones
- Camptown Races

## Lanzamiento en DVD
La película fue lanzada en una edición de 2 discos DVD en Reino Unido el 2 de abril de 2007. Fue lanzado el 1 disco y edición de 2 discos DVD y Blu-ray Disc el 24 de abril de 2007 en otros lugares.
La película se convirtió en el primer filme que no es de Disney en ser reseñado por Ultimate Disney, gracias a la negociación del sitio web con otros estudios además de Disney.